# Загоруйко, Александр Якович
Алекса́ндр Я́кович Загору́йко (укр. Олександр Якович Загоруйко; род. 4 ноября 1955, Винница) — советский украинский легкоатлет, специалист по бегу на длинные дистанции, стипльчезу, кроссу, марафону. Выступал на всесоюзном уровне в 1979—1991 годах, чемпион СССР и рекордсмен мира в беге на 3000 метров с препятствиями в помещении, победитель и призёр ряда крупных стартов всесоюзного значения. Представлял Винницу и спортивное общество «Урожай». Мастер спорта СССР международного класса. Заслуженный тренер Украины.

## Биография
Александр Загоруйко родился 4 ноября 1955 года в Виннице, Украинская ССР. Состоял в добровольном спортивном обществе «Урожай» (Винница), проходил подготовку под руководством тренеров Ю. Козловского, Н. Пуздимира, А. П. Недыбалюка. Окончил Винницкий государственный педагогический институт (1988).
Впервые заявил о себе в сезоне 1979 года, когда в беге на 3000 метров с препятствиями занял восьмое место на соревнованиях в Подольске.
В 1982 году на зимнем чемпионате СССР в Москве одержал победу в беге на 3000 метров с препятствиями, установив при этом ныне действующий мировой рекорд в помещении — 8.17,46. Позднее также выиграл кросс на 6 км на зимнем чемпионате СССР по кроссу в Ессентуках.
В 1983 году в стипльчезе взял бронзу на чемпионате страны в рамках VIII летней Спартакиады народов СССР в Москве. Помимо этого, получил серебро на соревнованиях в Ленинграде, где установил личный рекорд на открытом стадионе — 8.26,73.
В 1984 году финишировал шестым на Мемориале братьев Знаменских в Сочи, стал бронзовым призёром на чемпионате СССР в Донецке.
В 1985 году завоевал бронзовую награду на чемпионате СССР в Ленинграде.
В 1986 году выиграл серебряную медаль на соревнованиях в Днепропетровске.
В 1987 году выиграл стипльчез на соревнованиях в Чернигове, в беге на 5000 метров стал восьмым на Мемориале Знаменских в Москве.
В 1988 году бежал 10 000 метров на чемпионате СССР в Киеве.
В 1989 году показал седьмой результат в дисциплине 10 000 метров на чемпионате СССР в Горьком.
В апреле 1991 года принимал участие в чемпионате СССР по марафону в Белой Церкви — показал результат 2:16:56, расположившись в итоговом протоколе соревнований на 19-й строке.
За выдающиеся спортивные достижения удостоен почётного звания «Мастер спорта СССР международного класса».
Ещё будучи действующим спортсменом, занимался тренерской деятельностью, в частности тренировал свою жену Татьяну Позднякову, победительницу всесоюзных и международных стартов. Заслуженный тренер Украины (1991).